# Мезенцев Костянтин Володимирович
Ме́зенцев Костянти́н Володи́мирович (27 червня 1971 року) — український соціо-економіко-географ, завідувач кафедри економічної та соціальної географії, доктор географічних наук, професор Київського національного університету імені Тараса Шевченка,  голова Київського відділу Українського географічного товариства, заступник голови технічного комітету стандартизації «Туризм і послуги у сфері туризму».

## Біографія
Народився 27 червня 1971 року в Черкасах. Закінчив у 1993 році географічний факультет Київського державного університету ім. Т. Шевченка  і отримав кваліфікацію «Географ. Економіст регіонального розвитку. Викладач».. У Київському університеті працює з 1992 року інженером, асистентом, з 2002 року доцентом, з 2007 професором кафедри економічної та соціальної географії.
Кандидатську дисертацію на тему «Моделювання суспільно-географічних процесів в сільському адміністративному районі» захистив 1997 року під керівництвом доцента Степана Мохначука; докторську дисертацію на тему «Суспільно-географічне прогнозування: теорія, методологія, практика» – 2006 року (науковий консультант – професор Ярослав Олійник).
Член спеціалізованих вчених рад по захисту дисертацій у Київському національному університеті імені Тараса Шевченка та Харківському національному університеті імені В.Н. Каразіна.
Підготував 7 кандидатів географічних наук.
Член міжнародної дослідницької асоціації з урбаністичних досліджень на пострадянському просторі ira.urban. Брав безпосередню участь у понад 60 наукових і науково-практичних конференціях
Сучасні наукові інтереси: трансформація міст та урбаністичних регіонів, субурбанізація, публічні простори, сприйняття та образи міст і регіонів, регіональні ринки праці та міграції, туристичні ресурси.
Викладає курси: «Географічне моделювання», «Суспільно-географічне прогнозування», «Human Geography» . Розробив концепцію прогнозування регіонального розвитку; поглибив теорію суспільно-географічного районування, суспільно-географічні засади регіональної політики України; географії релігії світу та України, перцепційної географії України.

## Нагороди і відзнаки
Почесна грамота Міністерства культури і туризму України за вагомий особистий внесок у створенні духовних цінностей та високу професійну майстерність (2009).

## Наукові праці
Фахівець у галузі регіональної політики, суспільно-географічного прогнозування, географії релігії. Автор понад 180 наукових праць. Основні праці:
1. Географія релігій. — К., 1998, 1999 (у співавторстві).
2. Регіональна політика в Україні: суспільно-географічний аспект. — К., 2004 (у співавторстві).
3. Суспільно-географічне прогнозування регіонального розвитку[недоступне посилання з липня 2019]. — К., 2005.
4. Атлас вчителя. — К., 2010 (у співавторстві).
5. Довідковий атлас світу. — К., 2010 (у співавторстві).
6. Економічна і соціальна географія України.— К., 2010 (у співавторстві).
7. Туризм і рекреація в Харківській області: просторовий аналіз та соціальні пріоритети.— Х., 2012 (у співавторстві).